# Alen Omić
Alen Omić, bosansko-slovenski košarkar, * 6. maj 1992, Tuzla, Bosna in Hercegovina.

## Igralna kariera

### Začetki
V BiH je bilo v povojnem obdobju težko najti pravi klub za trening, zato se je kot vrsto njegovih sovrstnikov odpravil v inozemstvo. Prvi postanek je bil pri 14. letih v Črnomlju (v tem letu je zrasel za 12 centimetrov), od koder se je po enem letu preselil v Laško, ki velja za tradicionalen center dobre slovenske košarke in kjer je pravo priložnost za razvoj dobilo več dobrih mladih košarkašev (Boštjan Nachbar, Sani Bečirovič, Goran Jurak). V tem obdobju je Omić sprejel tudi slovensko državljanstvo in zatem igral v vseh mladih selekcijah. V Laškem je ostal v letih od 2009 do 2012.

### Klubska kariera
Union Olimpija je odkupila njegovo pogodbo z Laškim in z njim podpisala štiriletno pogodbo. V sezoni 2014/2015 je prišel njegov talent zares do izraza, kar je izkoristila španska Gran Canaria in si zagotovila njegove usluge za naslednji dve sezoni. V Gran Canarii se je znova dokazal. V španskem prvenstvu je bil eden najboljših igralcev lige. V evropskem tekmovanju EuroCup pa se je uvrstil v prvo peterko tekmovanja.  
V sezoni 2016-17 je igral najprej v Turčiji nato pa se je sredi sezone vrnil v Španijo, in sicer v Malago. S tamkajšnjo Unicajo je aprila 2017 osvojil naslov prvaka v drugem evropskem kakovostnem tekmovanju, Evropokalu. Pri tem je bil v finalnih srečanjih eden najboljših igralcev svojega kluba, izkazal se je predvsem kot odličen skakalec. Omić se je kasneje vedno vračal v Olimpijo, čeprav se je klub kakovostnemu centru večkrat odrekel. Zadnjič je bil med vidnimi domačimi igralci v sezoni 2023/24. V letu 2025 je koristen klubski center v Črni gori, kjer od oktobra 2024 igra za Budučnost.

### Reprezentanca
Prvič je za slovensko člansko reprezentanco odigral na Svetovnem prvenstvu 2014 v Španiji. Na Evropskem prvenstvu 2015 je bil eden od nosilcev slovenske igre. V stiski so ga znova poklicali leta 2025.